# 三角塘镇
三角塘镇，是中华人民共和国湖南省衡陽市常宁市下辖的一个乡镇级行政单位。2015年11月9日，盐湖镇、三角塘镇成建制合并设立三角塘镇。

## 行政区划
三角塘镇下辖以下地区：
三角塘社区、寨下村、塘冲村、白铺村、双湾村、罗田村、山河村、青合村、南岭村、老屋村、长江村、渔池村、白沙村、三角塘村、幸福村、双渔村、何曹村、江南村、千家村、石岭村、泉塘村、毛巷村、市塘村、周家村、市群村、麻冲村、玉沙村、瑶草村、石尾村、朱田村、大陈村、阳庙村、大合村和檀下村。